# 金屋坊
金屋坊（かなやぼう）は、愛知県名古屋市守山区の地名。

## 歴史

### 地名の由来
『尾張徇行記』は「鋳物師ノ出タル所」、『尾張国地名考』は長母寺の東洞に鋳物師がいたためにその場所を「金谷」と称していたとし、近世に至り当地に長母寺が一宇を設けたために、「金谷坊」と呼ぶようになり、村名に転じたものと説明しているという。

### 沿革
- 1889年（明治22年）10月1日 - 東春日井郡金屋坊村が合併に伴い、同郡二城村大字金屋坊となる[3]。
- 1906年（明治39年）7月16日 - 合併により、東春日井郡守山町大字金屋坊となる[3]。
- 1954年（昭和29年）6月1日 - 市制施行により、守山市大字金屋坊となる[3]。
- 1963年（昭和38年）2月15日 - 合併により、名古屋市守山区大字金屋坊となる[3]。
- 1968年（昭和43年）1月18日 - 一部が守山区金屋一丁目・金屋二丁目[3]・守牧町[4]にそれぞれ編入される。
- 1978年（昭和53年）6月25日 - 一部が守山区鳥神町・金屋一丁目・金屋二丁目・永森町[3]・新守町[4]にそれぞれ編入される。
- 1990年（平成2年）11月26日 - 残部が守山区守山二丁目・大牧町に編入され消滅[3]。

### 字一覧
1932年（昭和7年）発行『明治十五年愛知県郡町村字名調』による東春日井郡金屋坊村の字一覧。
- 宮廻間（みやはさま）[5]
- 影道（かげみち）[5]
- 堤下（つつみした）[5]
- 鳥居前（とりいまえ）[5]